# Liam Chipperfield
Liam Scott Chipperfield (* 14. Februar 2004 in Basel) ist ein schweizerisch-australischer Fussballspieler. Er spielte seit seiner Kindheit beim FC Basel und ist Schweizer Juniorennationalspieler.

## Hintergrund
Liam Chipperfield wurde am 14. Februar 2004 als Sohn des australischen Fussballnationalspielers Scott Chipperfield, der damals beim FC Basel unter Vertrag stand, und dessen Schweizer Frau in Basel geboren. Er besitzt sowohl die australische Staatsbürgerschaft als auch das Schweizer Bürgerrecht.

## Karriere

### Verein
2013 trat Liam Chipperfield der Academy des FC Basel bei. Am 4. Dezember 2020 erhielt er einen Profivertrag. Sein erstes Pflichtspiel für die Profimannschaft absolvierte Chipperfield am 19. September 2021 beim 3:0-Sieg in der zweiten Runde des Schweizer Cups beim FC Rorschach-Goldach 17. Spielpraxis sammelt er derzeit, in der Saison 2021/22, hauptsächlich in der U21-Mannschaft in der Promotion League. Liam Chipperfields Debüt in der Super League folgte am 6. Februar 2022 beim 3:3-Unentschieden gegen den FC Sion.
Mitte 2023 wechselte er zum FC Sion.

### Nationalmannschaft
Liam Chipperfield kam bisher sowohl für die Schweizer U15-Nationalmannschaft als auch für die U16-Auswahl der Schweizer zum Einsatz. Derzeit ist er Teil des Kaders der U20-Nationalmannschaft.